# Renault 8 CV

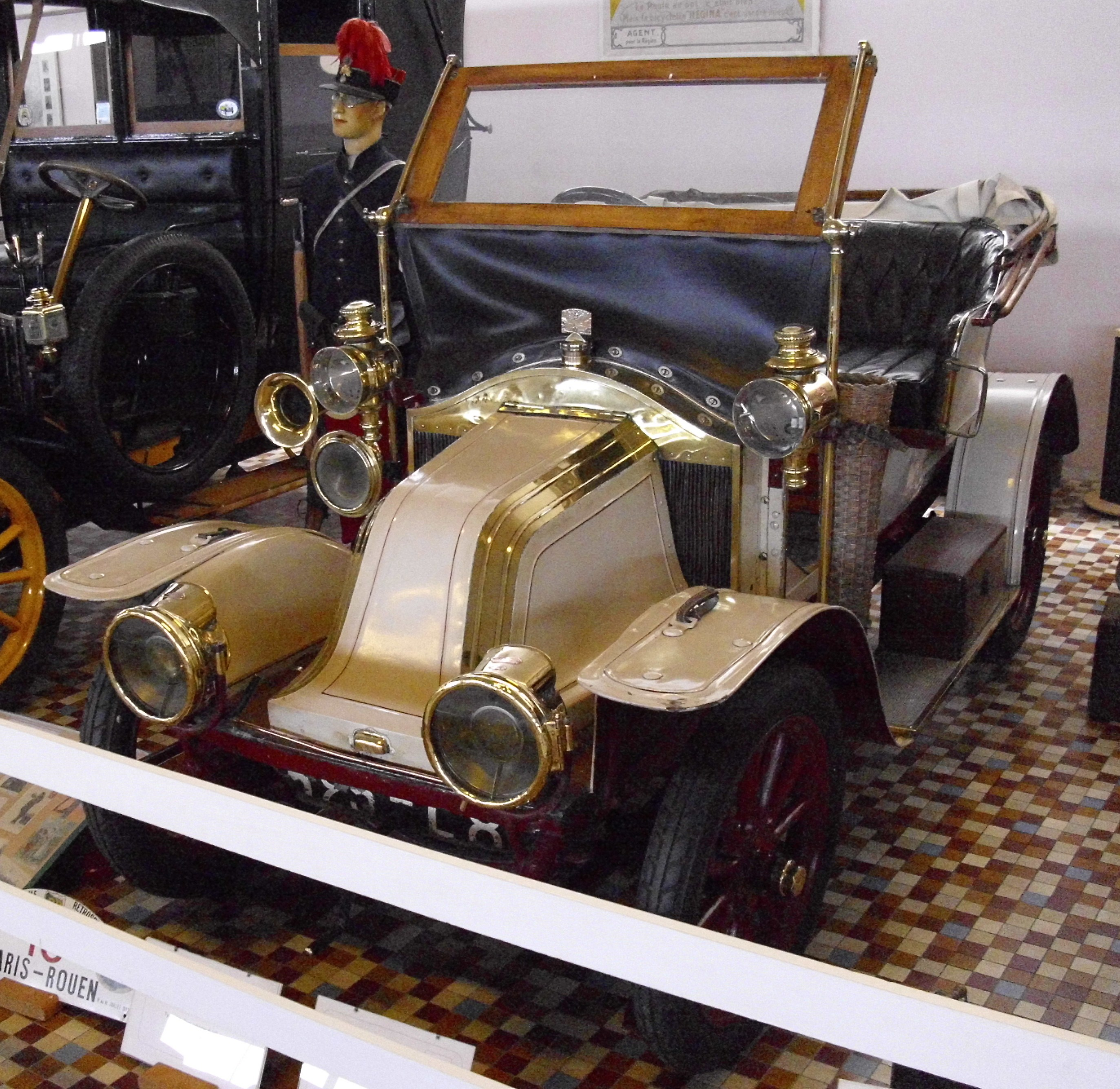
Renault Type AX

Der Renault 8 CV war eine Pkw-Modellreihe des französischen Automobilherstellers Renault aus der Zeit vor dem Zweiten Weltkrieg. Dabei stand das CV für die Steuer-PS. Zu dieser Modellreihe gehörten:
- Renault Type L (1902–1903)
- Renault Type M (1903)
- Renault Type Z (1905)
- Renault Type AG (1905–1914)
- Renault Type AJ (1906–1909)
- Renault Type AL (1907)
- Renault Type AN (1907)
- Renault Type AX (1908–1913)
- Renault Type SO (1928–1929)